# Efraín Ríos Montt

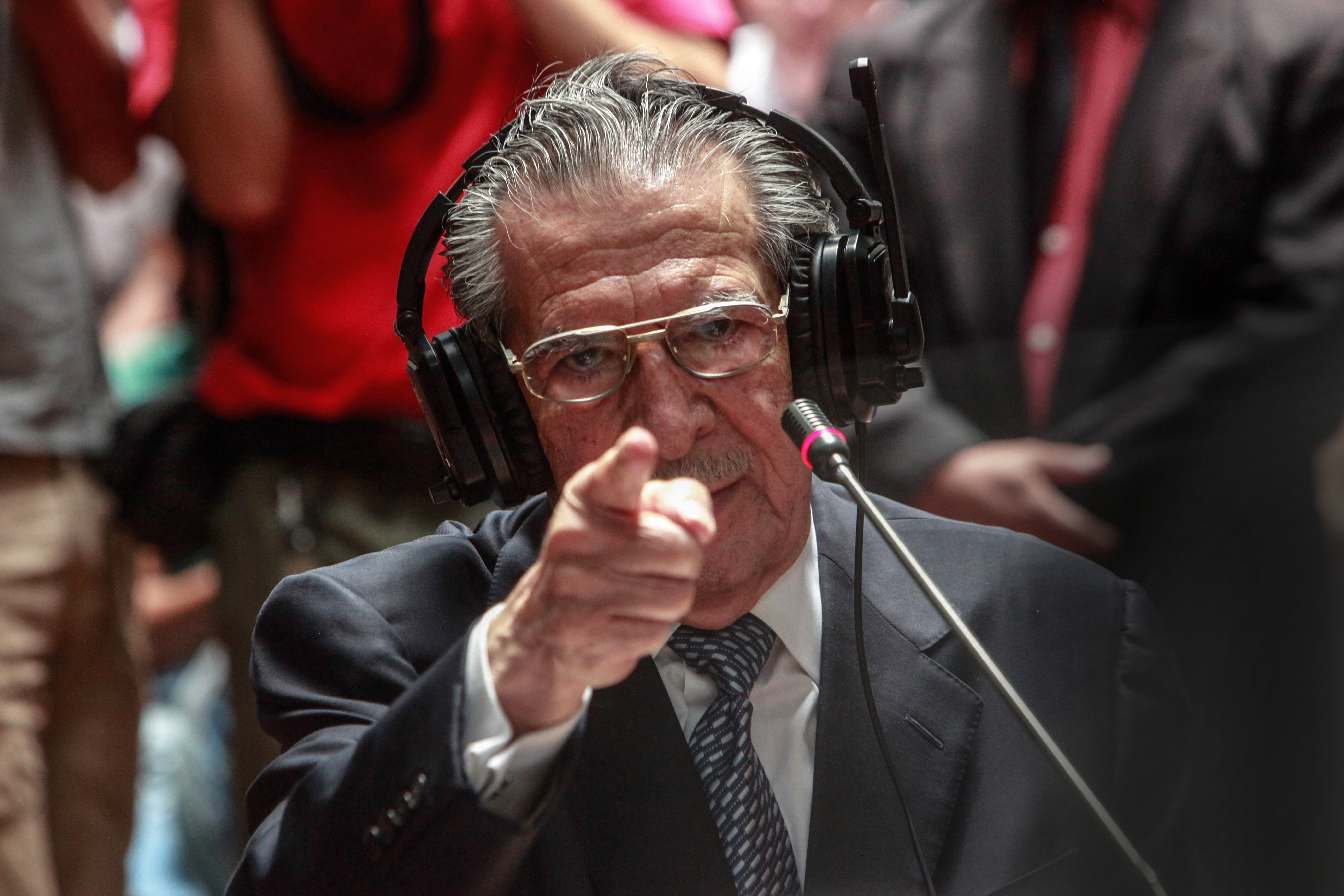
Efraín Ríos Montt

José Efraín Ríos Montt (Huehuetenango, 16 juni 1926 – Guatemala-Stad, 1 april 2018) was een Guatemalteeks militair, politicus en predikant. Hij was dictator van Guatemala van 1982 tot 1983. Ríos Montts regime viel samen met het hoogtepunt van de Guatemalteekse Burgeroorlog en wordt verantwoordelijk gehouden voor 70.000 doden en vermissingen. In mei 2013 is Rios Montt veroordeeld tot tachtig jaar gevangenisstraf wegens genocide en misdaden tegen de menselijkheid.

## Vroege carrière
Ríos Montt werd geboren in de westelijke stad Huehuetenango. Hij begon in 1946 zijn militaire opleiding, waarin hij een tijd aan de controversiële School of the Americas studeerde. In 1954 speelde hij als lage officier een bescheiden rol in de door de CIA georkestreerde Operatie PBSUCCESS, die de democratisch gekozen, marxistische president Jacobo Árbenz Guzmán van de macht verdreef. Ríos Montt klom snel op in rangen en werd in 1970 generaal en stafchef van het Guatemalteekse Leger en later militair attaché op de Guatemalteekse ambassade in Washington D.C.
In 1974 deed hij voor het Nationaal Oppositiefront (FNO), een coalitie van onder andere de Guatemalteekse Christendemocratie (DCG) en de Sociaaldemocratische Partij (PSD), een gooi naar het presidentschap. Hij verloor die verkiezing aan de 'officiële' kandidaat Kjell Laugerud, de favoriet van de militairen, maar naar alle waarschijnlijkheid heeft er verkiezingsfraude plaatsgevonden. Ríos Montt beschuldigde de Rooms-Katholieke Kerk van betrokkenheid bij de fraude. Hij accepteerde een diplomatieke betrekking in Spanje, een functie die hij behield tot 1977, toen hij terugtrad uit actieve militaire dienst.
In 1978 nam hij afstand van het rooms-katholicisme en sloot zich aan bij de Church of the Word, een evangelische anglicaanse kerkgemeenschap binnen de pinksterbeweging, waarvoor hij predikant werd. Ríos Montt werd bevriend met de orthodox-protestantse dominees Pat Robertson en Jerry Falwell.

## Machtsovername
In 1982 won de 'officiële' kandidaat Ángel Aníbal Guevara de presidentsverkiezingen, echter waarschijnlijk na grootschalige verkiezingsfraude. Als reactie op deze verkiezingsfraude werd op 23 maart een staatsgreep gepleegd en werden Ríos Montt, Horacio Egberto Maldonado Schaad en Francisco Luis Gordillo Martínez, bekend als de oficiales jóvenes (jonge officieren), als machthebbers geïnstalleerd, met goedkeuring van de CIA. Over de precieze organisatie van de staatsgreep bestaat geen duidelijkheid; Ríos Montt heeft gezegd dat hij pas tijdens de staatsgreep zelf op de hoogte werd gebracht. Ríos Montt besloot te accepteren, overigens tot ongenoegen van zijn kerkgenootschap, dat liever de religieuze boodschap niet wilde vermengen met politiek. Toch accepteerden veel vrienden uit Ríos Montts Church of the Word functies als adviseurs in zijn regering.
De drie vormden een junta die de grondwet opschortte en het Guatemalteekse parlement, het Congres van de Republiek, ontbond. Op 9 juni schoof Ríos Montt Gordillo en Maldonado opzij en werd alleenheerser, met de functies van president, minister van Defensie en opperbevelhebber van het leger.

## Regering
Aanvankelijk bestond de hoop dat Ríos Montt zou ijveren voor meer respect voor de rechten van de mens en een einde zou maken aan het corrupte systeem van zijn volledig in diskrediet geraakte voorgangers, maar al gauw bleek daar niets van terecht te komen. De strijd tegen de Guatemalteekse Nationale Revolutionaire Eenheid (URNG) escaleerde volledig. Ríos Montt kondigde de staat van beleg af. Iedereen die verdacht werd van sympathieën voor de URNG of tegenstand tegen de regering - dat betekende iedereen die zich ophield buiten een nederzetting of basis die door de regering werd gecontroleerd - mocht voortaan standrechtelijk worden geëxecuteerd. Militairen en paramilitairen van het Guatemalteekse leger kamden met helikopters het platteland uit en schoten nagenoeg iedereen dood die op hun pad kwam. Guerrilla-aanhangers die kozen over te lopen ontvingen een amnestie en werden gehuisvest in 'modeldorpen', die door mensenrechtenorganisaties werden omschreven als concentratiekampen en waar zij als 'zelfverdedigingspatrouilles' werden ingezet in de strijd tegen de URNG. Daar de guerrillagroeperingen evenmin samenwerking met hun tegenstanders tolereerden, werd de plattelandsbevolking gedwongen tussen een van de twee partijen te kiezen. Mensen die neutraal bleven liepen het risico door beide partijen vervolgd te worden. De meesten besloten voor de sterkste partij te kiezen, dat sinds het offensief van Ríos Montt duidelijk het leger bleek te zijn. In feite kwam het erop neer dat de bevolking alleen aan de genocide kon ontkomen door zich aan te sluiten bij hun moordenaars. Deze campagne stond bekend als frijoles y fusiles, bonen en geweren. Volgens de Historische Ophelderingscommissie van de jaren 90 werden onder Ríos Montts bewind zeshonderd dorpen, voornamelijk in de departementen Quiché en Huehuetenango verwoest. Tientallen dorpen werden volledig uitgemoord, waaronder Plan de Sánchez en Dos Erres.
Onder zijn bewind zijn er tienduizenden mensen om het leven gekomen, dan wel verdwenen; schattingen lopen uiteen van 10.000 tot bijna 100.000. Gerekend naar doden per hoofd van de bevolking was Ríos Montts dictatuur de bloedigste in de moderne geschiedenis van Latijns-Amerika en een van de bloedigste wereldwijd sinds de Tweede Wereldoorlog. Het overgrote deel van de slachtoffers waren Maya's en de moordpartij wordt dan ook wel omschreven als de Guatemalteekse Genocide. Miljoenen mensen sloegen binnen Guatemala op de vlucht en honderdduizenden vluchtten naar Mexico; het Guatemalteekse leger beschoot soms vanuit helikopters vluchtelingenkampen, net over de Mexicaanse grens. Niet alleen in aantallen slachtoffers was Guatemala het toneel van de bloedigste vervolging in Latijns-Amerika; ook de manier waarop onderscheidde zich als nog veel gruwelijker dan in de buurlanden. Het leger beperkte zich niet tot het uitmoorden van de Maya's, moordpartijen gingen vrijwel altijd gepaard met marteling en mishandelingen. Vrouwen en meisjes werden routineus slachtoffer van groepsverkrachtingen door militairen - het vooruitzicht vrouwen te verkrachten werd zelfs ingezet om militairen te ronselen -, terwijl kinderen meestal gedood werden door hun hoofden stuk te slaan tegen stenen. Om de mannelijke bevolking te doden was het opsluiten in brandende gebouwen een veelvoorkomende methode.
De terreurcampagne bleek succesvol te zijn. Waar de guerrilla's begin 1982 het grootste deel van het westen van het land in handen hadden en dreigden de Pan-Amerikaanse weg af te snijden was, een jaar later het leger duidelijk aan de winnende hand en werd het URNG gedwongen zich steeds verder terug te trekken. Het URNG zou dit militaire offensief nooit meer te boven komen.

### Church of the Word
Ríos Montt was het eerste protestantse staatshoofd in Latijns-Amerika. Hij verklaarde zijn inspiratie te halen uit zijn geloof en zei dat een goed christen moet leven met een "bijbel in de ene hand en een geweer in de andere". Hij citeerde vaak de Bijbel, vooral de Openbaring van Johannes en vergeleek de vier ruiters van de Apocalyps, met de 'vier plagen' van Guatemala: honger, onwetendheid, subversie en corruptie. Elke zondag zond de Guatemalteekse televisie een preek van Ríos Montt uit. De evangelisch conservatieve Moral Majority van Falwell zamelde in de Verenigde Staten geld in om Ríos Montts dictatuur te steunen en ook Robertson sprak op tv zijn steun voor het regime uit. 
Ríos Montt had een afkeer van de katholieke geestelijkheid, vooral aanhangers van de bevrijdingstheologie, die hij ervan beschuldigde zijn regime te saboteren en verantwoordelijk te zijn voor corruptie en andere problemen waar het land mee kampte. Ook werd door zijn geloof zijn afkeer tegen de 'heidense' indianen versterkt en hij geloofde tevens dat indianen simpeler en kinderlijker waren en daarom makkelijk konden worden beïnvloed door het communisme. Zijn 'modeldorpen' werden meestal gerund door protestantse zendingsorganisaties, niet zelden gefinancierd door gelovigen uit de Verenigde Staten. De religieus-rechtse media in de Verenigde Staten knepen vaak een oog dicht voor de moordpartijen en andere mensenrechtenschendingen beschuldigden personen en organisaties die erover berichtten een lastercampagne te voeren Ríos Montt. Zelf heeft hij de wandaden onder zijn regime nooit willen bevestigen of ontkennen en heeft altijd gezegd dat als er gruweldaden hebben plaatsgevonden dat buiten zijn medeweten is gebeurd.

### Steun van Reagan
Ríos Montts regering werd gesteund door de president van de Verenigde Staten Ronald Reagan, mede omdat hij de acties tegen het Sandinistisch Nationaal Bevrijdingsfront (FSLN) in Nicaragua steunde en de Amerikaanse regering in Ríos Montt een leider zag die kon voorkomen dat het communisme Guatemala in zijn greep zou krijgen. Reagan bezocht in december 1982 Midden-Amerika, waar hij Ríos Montt ontmoette en hem prees als "een man van grote integriteit". In 1999 bood president Bill Clinton zijn excuses aan voor de Amerikaanse steun aan het regime. Israël, Taiwan en El Salvador steunden het regime, maar de meeste andere landen veroordeelden de terreurcampagne fel.

## Afzetting en latere activiteit
Ríos Montt werd toenemend impopulair in het leger en onder de middenklasse, omdat hij vertrouwelingen en geestverwanten hoge posities toewees in het leger,  de traditionele hiërarchie dus negeerde en de eerst omzetbelasting invoerde. Ook de gratie die hij weigerde te verlenen aan zes guerrillastrijders ter gelegenheid van een bezoek van paus Johannes Paulus II zette kwaad bloed bij delen van het leger. Ríos Montt overleefde drie staatsgrepen, tot hij op 8 augustus 1983 uit het zadel werd gestoten door generaal Óscar Humberto Mejía Victores, een van de 'oude militairen', die zijn staatsgreep rechtvaardigde door erop te wijzen dat Guatemala onder Ríos Montt in handen was gekomen van 'religieuze fanatici'. Aanhangers van Ríos Montt zien de staatsgreep van Mejía Victores als bewijs dat Ríos Montt het leger nooit helemaal onder controle had en dat hij dus niet verantwoordelijk kan worden gehouden voor mensenrechtenschendingen onder zijn regime.
Ríos Montt verdween na 1983 voorlopig van het politieke voorplan, maar behield achter de schermen grote macht. De burgeroorlog en de vervolging van de Maya's zetten zich voort. In 1985 keerde de democratie terug en werd een nieuwe grondwet aangenomen. Ook werden vredesbesprekingen met de URNG begonnen. In 1996 werd uiteindelijk het akkoord van vaste en duurzame vrede getekend.
In 1989 richtte Ríos Montt het Guatemalteeks Republikeins Front (FRG) op, dat zichzelf beschouwt als christendemocratisch, maar door de meeste critici als extreemrechts wordt omschreven. De nieuwe grondwet uit 1985 verbood personen die hebben deelgenomen aan een staatsgreep president te worden waardoor Ríos Montt niet kom deelnemen aan de presidentsverkiezingen. In 1994 werd hij wel in het Congres van de Republiek gekozen, waar hij voorzitter werd. In 2000 werd Alfonso Portillo voor het FRG tot president gekozen. Ríos Montt vervulde van achter de schermen een belangrijke rol; volgens een populair grapje uit die tijd deelden Portillo en Ríos Montt de macht, maar had Portillo uiteindelijk altijd het laatste woord: "ja, generaal". Portillo's regering werd verder vooral gekenmerkt door een torenhoge corruptie.
Ríos Montt wilde zich kandidaat stellen namens het FRG bij de presidentsverkiezingen van 2003, maar dat werd hem door het Hooggerechtshof verboden. Ríos Montt gebood zijn aanhangers de straat op te gaan om te protesteren tegen de beslissing. Wat volgde was een dag van grote ongeregeldheden en volledige ontwrichting van het openbare leven in Guatemala-Stad, bekend als zwarte donderdag. Een week later kwam het Hooggerechtshof terug op zijn beslissing, en Ríos Montt kon deelnemen aan de presidentsverkiezingen. Hij eindigde als derde achter Óscar Berger en Álvaro Colom. Ríos Montt werd later aangeklaagd wegens vernielingen en de dood van de journalist Héctor Fernando Ramírez tijdens zwarte donderdag, maar werd vrijgesproken.

## Berechting
In 1999 deed de Guatemalteekse Nobelprijswinnares Rigoberta Menchú aangifte bij de Spaanse justitie tegen Ríos Montt en zeven andere voormalige hoge Guatemalteekse functionarissen wegens genocide en misdaden tegen de menselijkheid. Ríos Montt genoot als parlementslid parlementaire onschendbaarheid, maar verloor deze toen hij in 2004 zijn congreszetel kwijtraakte. In september 2005 besliste het Spaanse Grondwettelijk Hof dat vervolging in Spanje mogelijk was. In juni 2006 vaardigde de Spaanse rechter Santiago Pedraz een internationaal arrestatiebevel uit tegen Ríos Montt en de zeven anderen en verzocht Guatemala om hun uitlevering. Verschillende leden van het Amerikaans Congres verzochten het Guatemalteekse ministerie van justitie de uitlevering van Ríos Montt toe te staan.
In september 2007 wist Ríos Montt voor het FRG opnieuw een parlementszetel te winnen, waardoor hij opnieuw onschendbaarheid verkreeg. Op 14 januari 2012 eindigde zijn ambtstermijn als parlementslid en daarmee ook zijn onschendbaarheid. Op 26 januari 2012 verscheen hij voor het Hooggerechtshof van Guatemala en werd daar in staat van beschuldiging gesteld wegens genocide en misdaden tegen de menselijkheid tijdens zijn bewind, meer bepaald moord, foltering en de gedwongen verhuizing van duizenden leden van de Ixil, een Mayavolk. Tijdens de zitting zweeg hij. Bij eerdere gelegenheden had hij verklaard dat er wel excessen zijn geweest, maar dat hij daarvoor niet verantwoordelijk was. Het hof plaatste Ríos Montt voor de duur van de procedure onder huisarrest.
Op 28 januari 2013 werd beslist dat Ríos Montt wegens genocide en misdaden tegen de menselijkheid zou berecht worden. De rechter oordeelde dat er voldoende bewijs was dat de ex-president tijdens zijn bewind de opdracht had gegeven aan het regeringsleger voor de moord op 1771 indianen. Tijdens het proces ontkende Ríos Montt dat hij de moordpartijen had bevolen. Op 8 mei 2013 eiste openbaar aanklager Orlando López in zijn slotpleidooi 75 jaar gevangenisstraf voor de ex-dictator. Twee dagen later, op 10 mei, veroordeelde de rechtbank de ex-president tot tachtig jaar gevangenisstraf wegens genocide en misdaden tegen de menselijkheid. Zo werd Ríos Montt het eerste voormalig staatshoofd van Centraal-Amerika dat door een nationale rechtbank voor genocide gerechtelijk werd vervolgd. Volgens rechter Jazmin Barrios was het geweld tegen de Ixil niet spontaan, maar voorbereid. Het volk werd als vijand van de staat racistisch behandeld en als minderwaardig beschouwd.
Mensenrechtenactivisten en juristen beschouwden de uitspraak als historisch. Nooit eerder werd een staatshoofd door een gerecht in eigen land veroordeeld wegens volkerenmoord. Tot dan toe was dat enkel gebeurd in internationale gerechtshoven. Daarnaast werd het vonnis ook als belangrijk gezien voor de mensenrechten in Latijns-Amerika. Op 20 mei 2013 verklaarde het grondwettelijk hof de uitspraak echter nietig omwille van procedurefouten. De zaak zou opnieuw worden behandeld in januari 2015. Echter, in augustus 2015 besliste een tribunaal dat Ríos Montt en het voormalige hoofd van de militaire inlichtingendienst Mauricio Rodriguez terecht zouden staan in januari 2016, en dat de zitting achter gesloten deuren gehouden zou worden. Wegens de dementie van Ríos Montt werd hij niet meer in staat geacht de zitting bij te wonen, daarom zou hij vertegenwoordigd kunnen worden door een voogd. Gevangenschap zou niet meer opgelegd kunnen worden, eventueel wel gedwongen opname in een psychiatrische inrichting.

## Familie
- Zijn broer Mario Enrique Ríos Montt is bisschop binnen de Rooms-Katholieke Kerk.
- Zijn dochter Zury Ríos Sosa is een conservatieve politica en getrouwd met het Amerikaanse Republikeinse congreslid Jerry Weller. Zij heeft haar vader steeds gesteund. In 2019 strandde haar poging zich kandidaat te stellen voor het presidentschap.